# Grupo 7 (FIA)
Grupo 7 é uma designação atribuída pela Federação Internacional do Automóvel (FIA) no seu International Sporting Code (ISC) para automóveis de competição.
Existiam dois conjuntos de regulamentos para o Grupo 7:
- Grupo 7 - carros de corrida de dois lugares (1966 a 1975)
- Grupo 7 - carros de corrida de fórmula internacionais (1976 a 1981)

O Grupo 7 foi extinto ao final de 1981.[carece de fontes?]

## Ligações Externas
- FIA - ISC - 2014 (em inglês)